# Lille Kamøya
Lille Kamoya est une île rocheuse inhabitée située à Hammerfest, dans le comté de Finnmark. Elle est située au nord des îles de Kamøya et de Sørøya.
L'île possède la plus grande colonie de Cormorans huppés de Norvège. L'île et la mer située autour sont considérées comme une réserve naturelle.